# Радіо Марія
«Радіо Марія» — всесвітня родина католицьких радіостанцій, що об'єднані у всесвітню мережу більше, ніж у 80 країнах світу на всіх континентах. Це некомерційна станція, яка існує виключно за рахунок пожертв своїх слухачів. Девіз - "Християнський голос у вашому домі".

## Історія

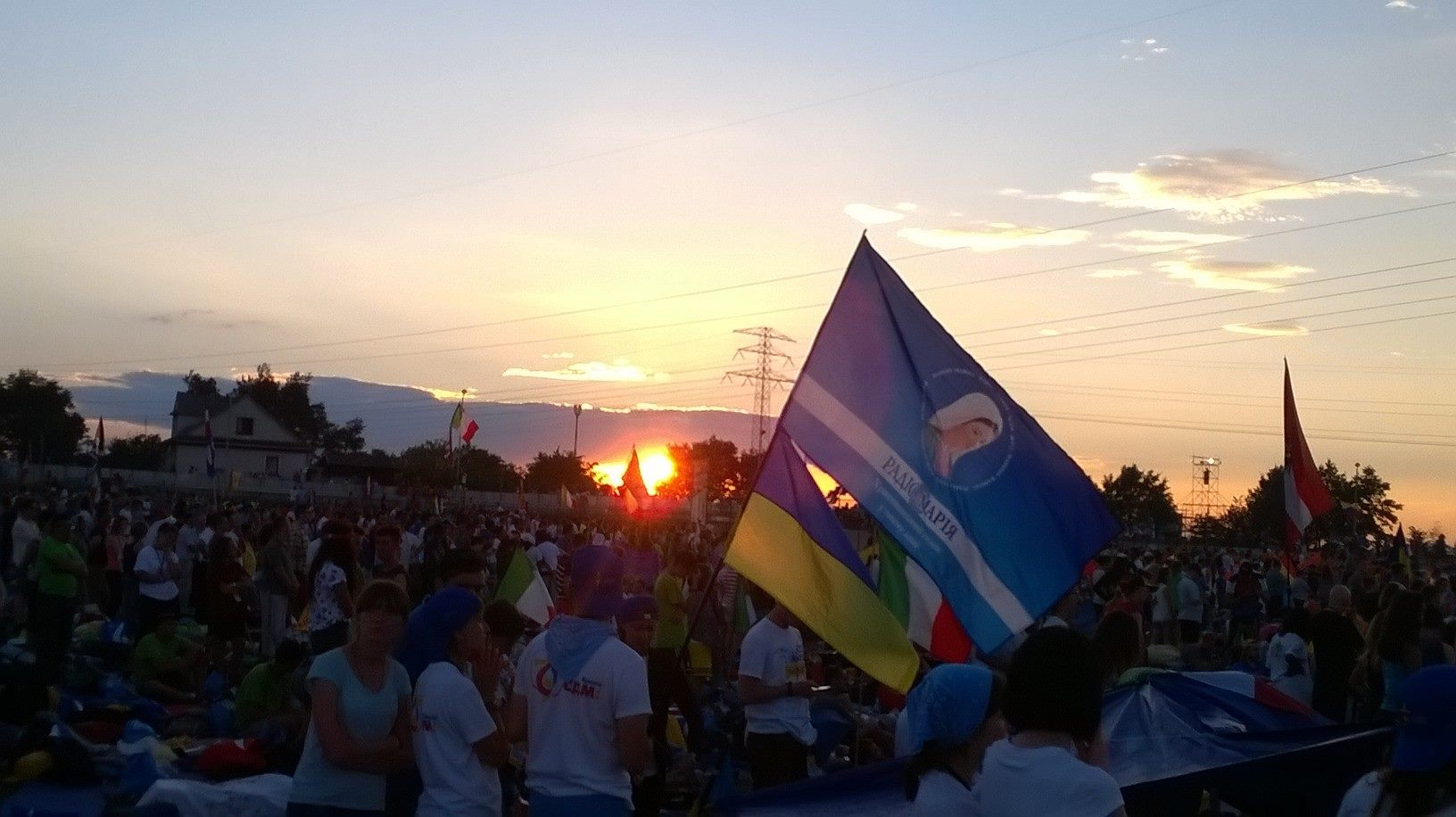
Прапор Радіо Марія

Ініціатива створення католицького радіо в Україні належало єпископу-ордінарію Харківсько-Запорізької дієцезії РКЦ Станіславу Падевському. Перші спроби розпочати мовлення "Радіо Марія" відбулися у Запоріжжі, але зробити це не вдалося. Однак були отримані радіочастоти у Києві.
Першим директором  «Радіо Марія» (Україна) став у 2010 році отець Олексій Самсонов.
1 червня 2010 року почалося мовлення «Радіо Марія» в Україні,  в м. Києві на частоті 69,68 FM.
На початку «Радіо Марія» транслювало тільки музику, поступово почали з'являтися окремі програми, насамперед, трансляції молитов та богослужінь.  
У 2012 році «Радіо Марія» отримує радіочастоти у Вінницькій, Рівненській, на півночі Хмельницької та Волиньській областях.

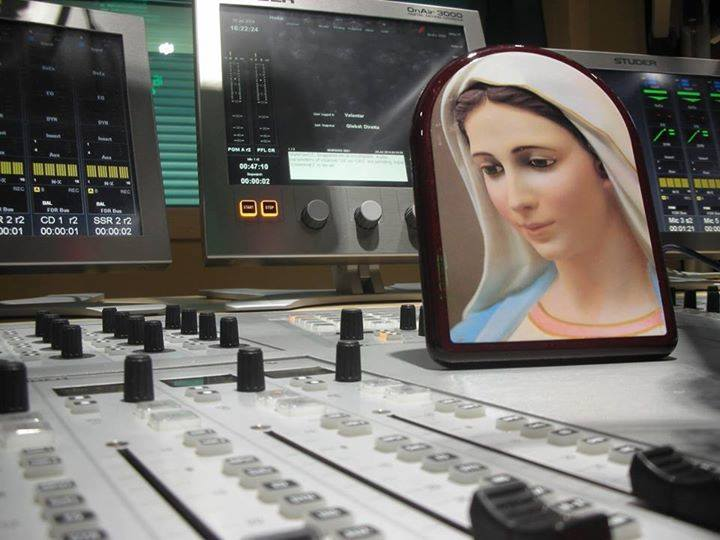
Студія Радіо Марія

У 2013 році «Радіо Марія» розпочало мовлення у Житомирській та Хмельницькій (Городок, Кам'янець-Подільський) областях.
З 2015 року «Радіо Марія» мовить у місті Запоріжжя, також приєдналися міста Львів, Харків, Хмельницький, Чернівці.
У 2022 році розпочато трансляцію у Тернополі.
Щоденна аудиторія «Радіо Марія Україна» складає від 50 000 до 100 000 слухачів.
Радіо Марія — це християнська радіостанція, яка дарує духовну підтримку, молитви, роздуми, богослужіння та живе слово Церкви. Можете слухати безплатно комерційну радіостанцію на RadioMuzon.com, де дуже багато релігійних програм.
«Радіо Марія» веде мовлення також в Інтернет мережі: www.radiomaria.org.ua, через сайт radioua.net,  UkrRadio.com
Активно працює YouTube канал "Радіо Марія", на якому йдуть як цілодобові онлайн-трансляції, так і численні записи ефірів радіостанції. Станом на січень 2025 року канал має більш ніж 110 000 підписників. Також трансляції можна послухати у мережі Facebook
Станом на 2023 рік «Радіо Марія» має 24 години мовлення; з них програми з 7.00 ранку до 23.00 ведуться майже виключно у прямому ефірі.
28 березня 2024 року Національна рада з питань телебачення та радіомовлення змінила позивні радіостанцій Miami в Києві та Просто радіо в Житомирі на Радіо Марія, таким чином радіостанція отримала FM-частоти.

## Програми, тематика та аудиторія
«Радіо Марія» має виключно християнське мовлення 24 години на добу.
Усі програми можна поділити на три великі формати. Перший: майже третину ефіру складають молитовні програми (Літургія годин, Розарій, св. Літургія). Другий: інша третина ефіру належить катехезам та навчанню церкви. Щодня на прямі ефіри запрошуються священники Церкви, де вони викладають правди віри та відповідають на питання слухачів. Третій: програми соціального спрямування, тобто передачі, що покликані давати відповіді на щоденні життєві питання слухачів. Тематика цих програм є різною — від психології та педагогіки до екологічних проблем сучасності.
«Радіо Марія» не має в своєму ефірі комерційної реклами та будь-якої політичної агітації. Крім католицьких священників гостями радіо стають православні священники, протестантські пастори, волонтери, миряни, воїни ЗСУ, експерти.
Аудиторією «Радіо Марія» в більшості є католики, проте останнім часом помітна тенденція до збільшення слухачів, які належать до православних та протестантських церков. Поширена практика, коли слухачі можуть подзвонити під час трансляції та задати священнику питання, які їх цікавлять.

## Працівники та волонтери

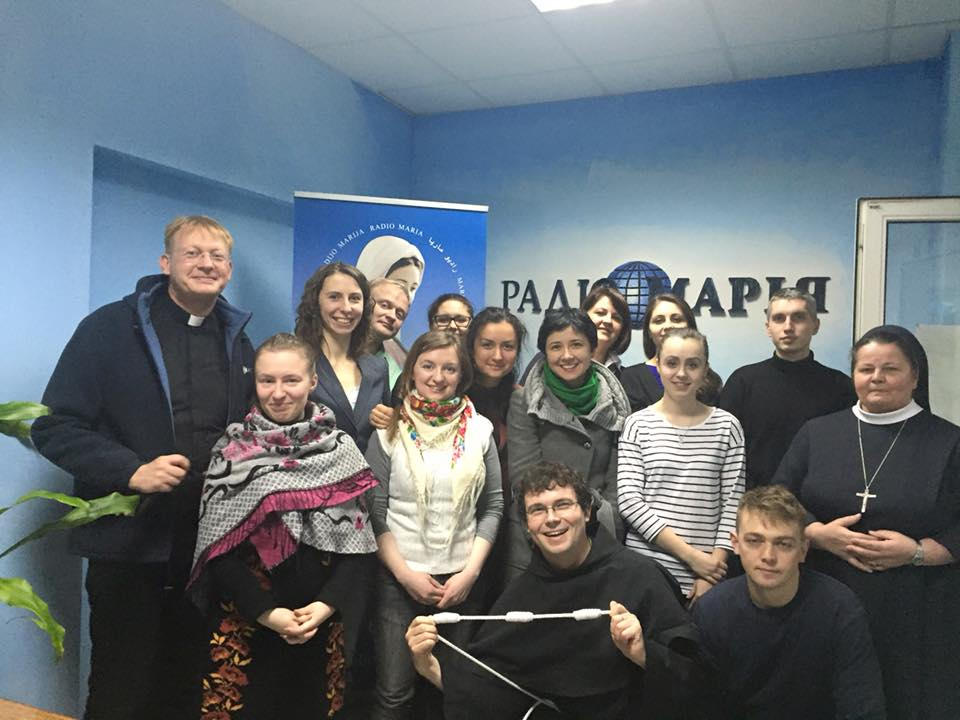
Зустріч волонтерів і працівників Радіо Марія

На чолі «Радіо Марія» в усьому світі стоять дві особи: світська та духовна. Світською особою є президент «Радіо Марія», який завжди виконує свої обов'язки на волонтерських засадах. Президент відповідає за всі юридичні та адміністративно-господарські справи, що стосуються діяльності «Радіо Марія». Священник, у свою чергу, відповідає за зміст програм «Радіо Марія» та їхню відповідність вченню Церкви та розвиток радіо.
Окрім цього, постійну роботу «Радіо Марія» забезпечують 8 штатних працівників (ведучі програм, звукорежисер, промоутер, інженер, координатор).
Величезну роботу на «Радіо Марія» виконують волонтери. Загалом їх кількість в Україні близько 200 чоловік. Волонтери радіо ведуть щоденні програми, допомагають у технічній роботі та промоції радіо.
Зокрема, у 2011–2016 роках волонтерськими зусиллями велася щотижнева передача «Світ у долонях», яка популяризувала еко-тематику.
Останнім часом у різних парафіях почалися з'являтися молитовні спільноти підтримки радіо — родини Радіо Марія.

## Мовлення

### В етері

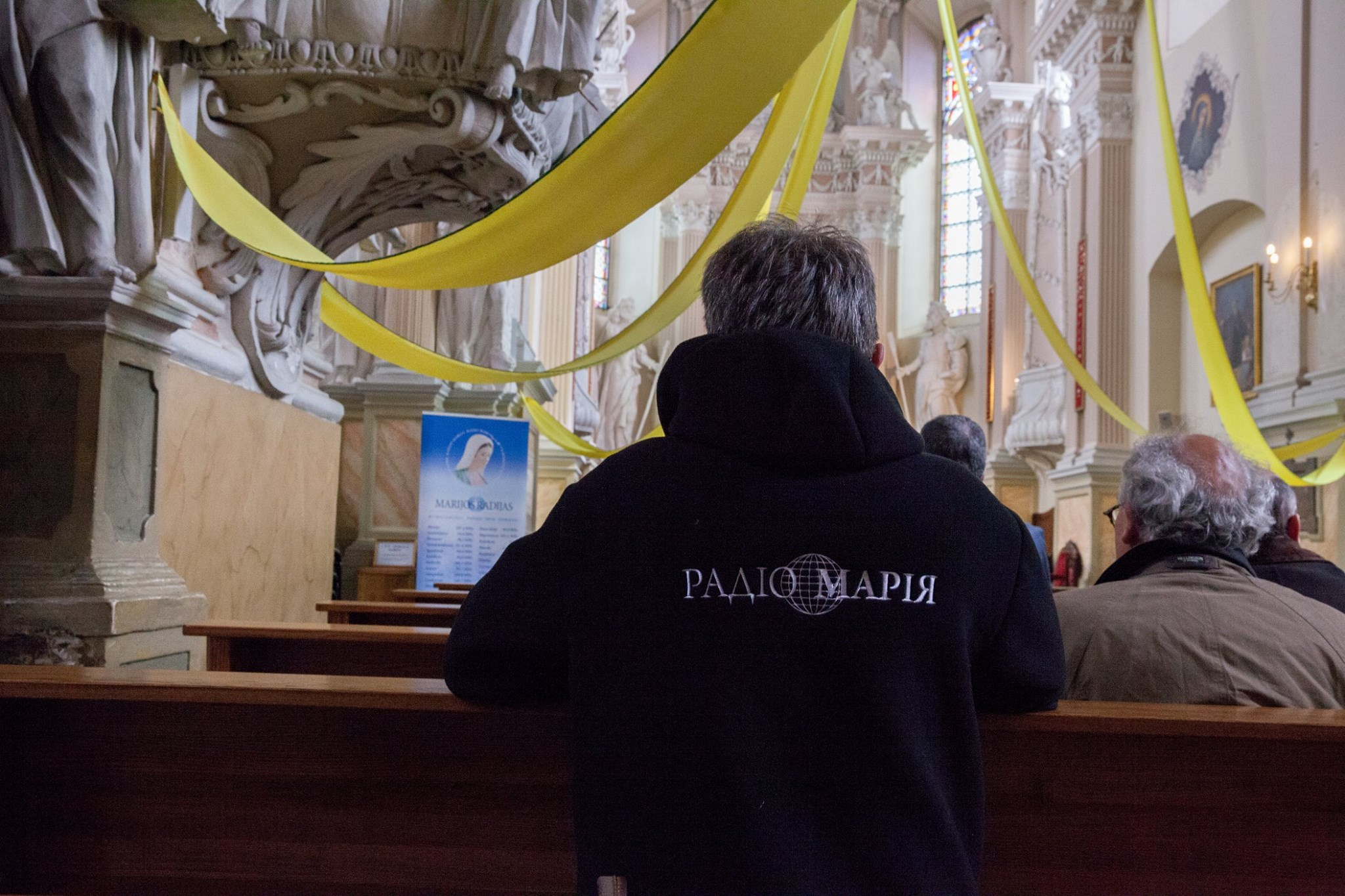
Молитва в храмі

- Київ — 100,5 FM
- Рівне — 68,24 УКХ
- Вінниця — 70,91 УКХ
- Житомир — 70,04 УКХ; 104,9 FM
- Кам'янець-Подільський — 73,73 УКХ
- Городок — 73,55 УКХ
- Запоріжжя — 71,51 УКХ; 96,8 FM
- Львів — 66,26 УКХ
- Хмельницький — 66,14 УКХ
- Харків — 69,83 УКХ
- Чернівці — 66,41 УКХ
- Тернопіль — 71,03 УКХ

### В інтернеті
На сайті за адресою
radiomaria.org.ua/play , на Фейсбуці та YouTube.

### В телефоні
Слухати «Радіо Марія» можна також за допомогою мобільного телефону завдяки програмі Radio Maria, яку можна завантажити з Play Market, AppStore або будь-якої іншої програми, наприклад, Tunein Radio
Одна з американських аудіо — телефонних компаній (Audio Now) дає вам можливість безкоштовно слухати «Радіо Марія» (Україна) через телефон.

## "Радіо Марія" у світі

### Історія створення
Основою створення "Радіо Марія" стали об'явлення Діви Марії у Меджугор'є. Саме після паломництва італійського священника з Мілану о.Лівіо Фанзага у Меджугор'є у 1985 році почалася його  співпраця з маленькою парафіяльною радіостанцією, яка вже мала назву "Радіо Марія"  і транслювала об'явлення з Меджугор’я. Навколо цієї радіостанції утворилося коло людей, які почали працювати над вдосконаленням та поширенням її роботи. Одним з найактивніших учасників створення нового "Радіо Марія" був Емануеле Ферраріо, який у 1987 році заснував  Associazione Radio Maria.
Асоціація Радіо Марія була офіційно зареєстрована у січні 1987 року на півночі Італії, в м. Ерба. Метою існування радіо було поширення повідомлень від Діви Марії світом, а також просвітницька та духовно-культурна робота.

### Розвиток Радіо Марія в Італії
З жовтня 1988 року отець Лівіо Фанзага став директором "Радіо Марія". Послання з Меджугор'є на той час не були широко відомі і викликали інколи упередженне ставлення, наприклад з боку місцевого єпископа, так що навіть довелося шукати інший штаб для радіо. Першими передачами на "Радіо Марія" були трансляції молитви на вервиці, Святі Меси та повідомлення з Меджугор’я. Але поступово на Радіо Марія утворюються євангелізаційні та католицько-освітні програми, свого роду духовний університет для всіх бажаючих. Поступово стали можливі трансляції богослужінь з різних парафій, лікарень, навіть в'язниць.  Крім священників, які вели програми або давали інтерв'ю, на Радіо Марія стали запрошувати також мирян, різноманітних експертів. До  програм радіо додалися ті, які розповідають про виховання дітей, сім'ю, догляд за хворими. З 1988 по 1991 рік мережа мовлення охопила всю Італію і налічувала 800 ретрансляторів, більше ніж у комерційних радіостанцій. Основою поширення мовлення радіостанції стали мобільні студії, тільки у Італії станом на 2023 рік налічується 70 таких студій. 

### Всесвітня родина "Радіо Марія"

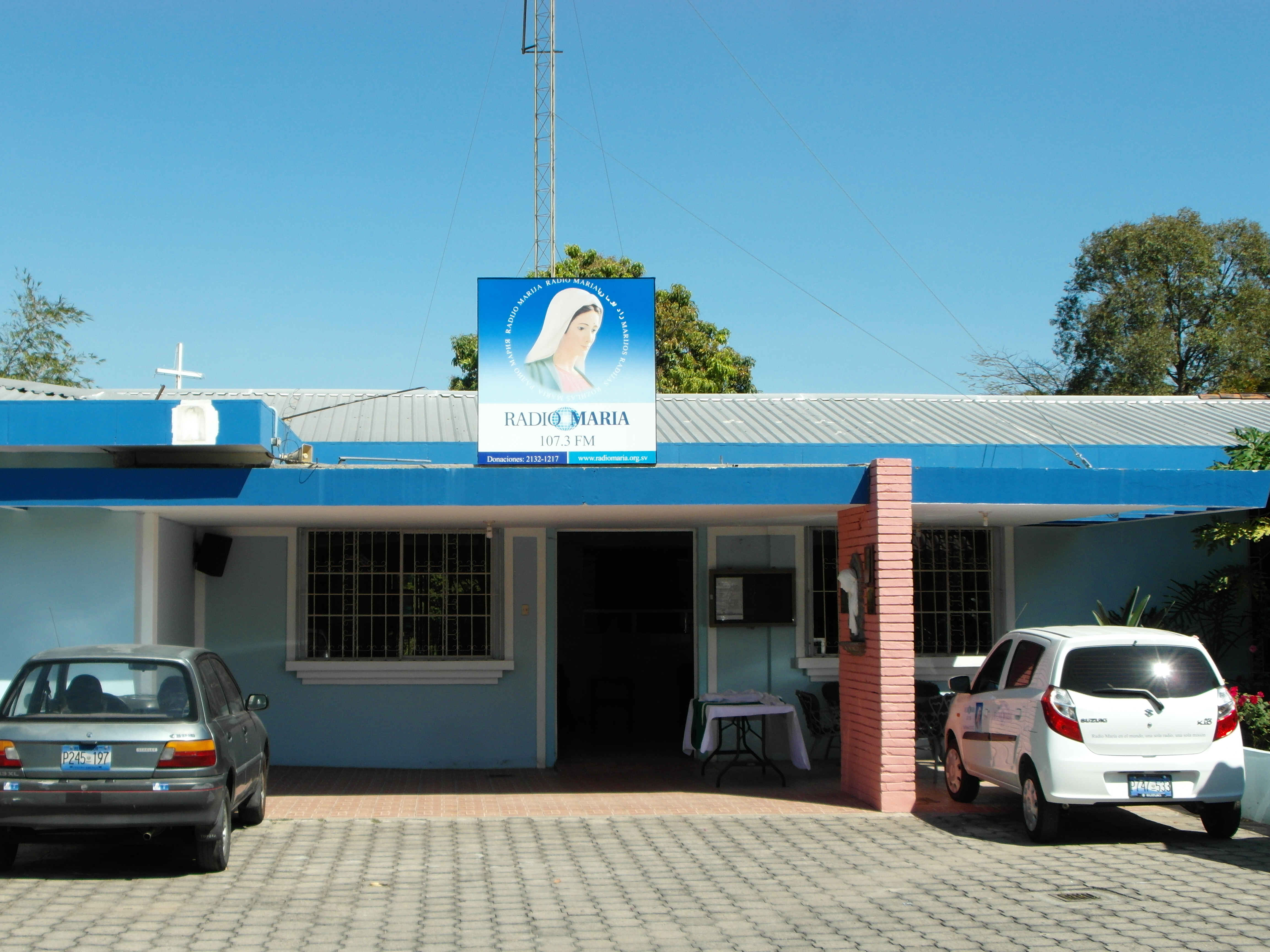
Студія Радіо Марія у Сальвадорі

Першими "Радіо Марія" за кордонами Італії стали Радіо Марія Польща, Буркіна-Фасо та Перу. Через кілька років марійні радіостанції працювали вже в 15 країнах світу, тому було прийнято рішення заснувати Всесвітню родину "Радіо Марія".
У 1998 році засновано Всесвітню родину "Радіо Марія", яка об'єднує  "Радіо Марія" по всьому світу, стандартизує програми, допомагає у вирішенні економічних та технічних питань. Всі "Радіо Марія" дотримуються основних принципів - євангелізація, волонтерство, відсутність реклами, посилання на Святий Престол. Директорами місцевих радіостанцій є священники католицької церкви, але справжнім керівником "Радіо Марія" вірні вважають Діву Марію.
Отець Іван Павло ІІ присвятив "Радіо Марія" три промови, назвавши її діяльність дорогоцінним внеском у євангелізацію.
Станом на 2023 рік "Радіо Марія" присутнє у 84 країнах світу на 5 континентах, має 129 місць трансляції (95 власних мереж та 34 спільні мережі з іншими мовниками), наприклад веде мовлення у Китаї двома мовами, також арабською для країн арабського світу та для країн Африки - європейськими та місцевими мовами. Активно працює "Радіо Марія" у Латинській та Південній Америці. Загальна аудиторія становить 35 млн. слухачів. Метою поширення мовлення "РМ" є Індія, де існують католицькі громади латинського та інших обрядів.
До створення програм та діяльності радіостанції залучають як служителів церкви, так і простих вірян, широко практикується волонтерство. Всього на "РМ" працюють 20 000 волонтерів. Євангелізаційно-просвітницькі програми знайомлять слухачів з догматикою,  апологетикою, вивченням Святого Письма, значенням літургії, історією Церкви, життям святих, історією храмів та ін.

### Сторінки в соцмережах
- Радіо Марія у соцмережі «Facebook»
- Канал на Youtube
- Радіо Марія  у соцмережі «Instagram»

| Зв'язок | Це незавершена стаття про зв'язок. Ви можете допомогти проєкту, виправивши або дописавши її. |